# Крестовская (деревня)
Крестовская — деревня в Даровском районе Кировской области России. Входит в состав Лузянского сельского поселения.

## География
Деревня находится в западной части региона, в подзоне южной тайги, при реке Ивашевка, близи ее впадения в реке Молома.
Уличная сеть не развита.
Абсолютная высота — 139 метров над уровнем моря.
Географическое положение
Близнаходящиеся населённые пункты (стрелка — направление, расстояния в километрах — по прямой)
- д. Ивашевская (↖ 1.2 км)
- с. Шадрино (↑ 3.8 км)
- д. Нижняя Плоска (↗ 3.9 км)
- д. Хвойская (↓ 4.4 км)
- д. Большая Северновская (← 4.5 км)
- д. Шадринская (↑ 4.7 км)
- д. Средняя Плоска (↗ 5.1 км)
- д. Малая Северновская (← 5.8 км)
- д. Поломская (→ 5.9 км)
- д. Пономаревская (↙ 6 км)
- д. Вотяковская (↑ 6.7 км)
- д. Малая Хвойская (↙ 6.8 км)
- д. Верхняя Плоска (→ 7.2 км)
- д. Ухановская (↙ 7.5 км)
- д. Большая Речновская (↑ 7.8 км)
- д. Кривецкая (↓ 7.9 км)
- д. Волгарица (↗ 8.2 км)
- д. Избновская (↖ 8.5 км)
- д. Савиновская (↙ 8.7 км)
- д. Сапоговская (↑ 8.7 км)

Климат
Климат характеризуется как континентальный, с холодной многоснежной зимой и умеренно тёплым летом. Среднегодовая температура — 1,4 °C. Средняя температура воздуха самого холодного месяца (января) составляет −14,5 °C (абсолютный минимум — −46 °С); самого тёплого месяца (июля) — 18 °C (абсолютный максимум — 36 °С). Безморозный период длится в течение 103—104 дня. Годовое количество атмосферных осадков — 546 мм, из которых 312 мм выпадает в период с мая по сентябрь. Снежный покров держится в течение 155—160 дней.

## История
Первое упоминание — о Крестовском починке (Архангелогородская губерния, Великоустюжская [Устюжская] провинция, Устюжский дистрикт, Южская треть, Пушемская волость, владения Спаской и Николаевской Верхомоломской пустыни) приводит 1‑я ревизия (1722‑27) (место хранения: РГАДА 350-2-3760, 1722—1727 г.). Проживали 3 мужчин
На 1939 год деревня	Крестовская входила в Архангельская область, Опаринский район,	Шадринский сельсовет
на 1 июня 1998 г. входила в Кривецкий сельский округ.

## Население
| 2010 |
| ---- |
| 5    |

Гендерный и национальный состав
Согласно результатам переписи 2002 года, в национальной структуре населения русские составляли 100 % из 9 чел.. Проживали 3 мужчин, 6 женщин.

## Инфраструктура
Личное подсобное хозяйство.

## Транспорт
Стоит на автодороге общего пользования местного значения 33Н-080 «Даровской — Опарино» (идентификационный номер 33 ОП МЗ 33Н-080).